# Varzí-Iattxí
Varzí-Iattxí (en rus: Варзи-Ятчи) és un poble d'Udmúrtia, a Rússia, que el 2012 tenia 966 habitants. Pertany al raion d'Alnaixi.